# Katarzyna Pietruska-Pałuba
Katarzyna Dominika Pietruska-Pałuba – polska matematyk, doktor habilitowana nauk matematycznych. Specjalizuje się w rachunku prawdopodobieństwa, teorii prawdopodobieństwa oraz zbiorach fraktalnych. Profesor nadzwyczajna w Instytucie Matematyki Wydziału Matematyki, Informatyki i Mechaniki Uniwersytetu Warszawskiego (Zakład Teorii Prawdopodobieństwa). 

## Życiorys
Studia matematyczne ukończyła na Uniwersytecie Warszawskim. Stopień doktorski uzyskała na New York University w 2003 na podstawie pracy pt. The Lifschitz Singularity for the Brownian Motion on the Sierpinski Gasket, przygotowanej pod kierunkiem prof. Alain-Sol Sznitmana. Habilitowała się w 2005 na podstawie oceny dorobku naukowego i rozprawy pt. Twierdzenie graniczne związane z losową dynamiką układów cząstek.
Swoje prace publikowała w takich czasopismach jak m.in. „Stochastic Processes and their Applications”, „Open Mathematics”, „Advances in Differential Equations”, „Journal of the London Mathematical Society”, „Stochastics and Stochastic Reports” oraz „Colloquium Mathematicum”.
Członek Polskiego Towarzystwa Matematycznego.